# Stigen
Stigen – miejscowość (tätort) w Szwecji, w regionie administracyjnym (län) Västra Götaland, w gminie Färgelanda.
Według danych Szwedzkiego Urzędu Statystycznego liczba ludności wyniosła: 463 (31 grudnia 2015), 456 (31 grudnia 2018) i 485 (31 grudnia 2019).